# Guilty Pleasures
Guilty Pleasures – album amerykańskiej piosenkarki Barbry Streisand, wydany w 2005 roku. Płyta była kontynuacją wydanego 25 lat wcześniej albumu Guilty, nawiązując do niego także poprzez okładkę. Barry Gibb ponownie pojawił się jako producent materiału, a także udzielił się wokalnie w dwóch utworach.
Album dotarł do 5. miejsca amerykańskiego zestawienia Billboard 200 i został w USA certyfikowany jako złota płyta.

## Lista utworów
1. "Come Tomorrow" (Duet with Barry Gibb) - 5:01
2. "Stranger in a Strange Land" - 4:50
3. "Hideaway" - 4:14
4. "It's Up to You" - 3:32
5. "Night of My Life" - 4:01
6. "Above the Law" (Duet with Barry Gibb) - 4:27
7. "Without Your Love" - 3:48
8. "All the Children" - 5:14
9. "Golden Dawn" - 4:40
10. "(Our Love) Don't Throw It All Away" - 4:01
11. "Letting Go" - 3:53